# サイード・アフマド・ギラニ

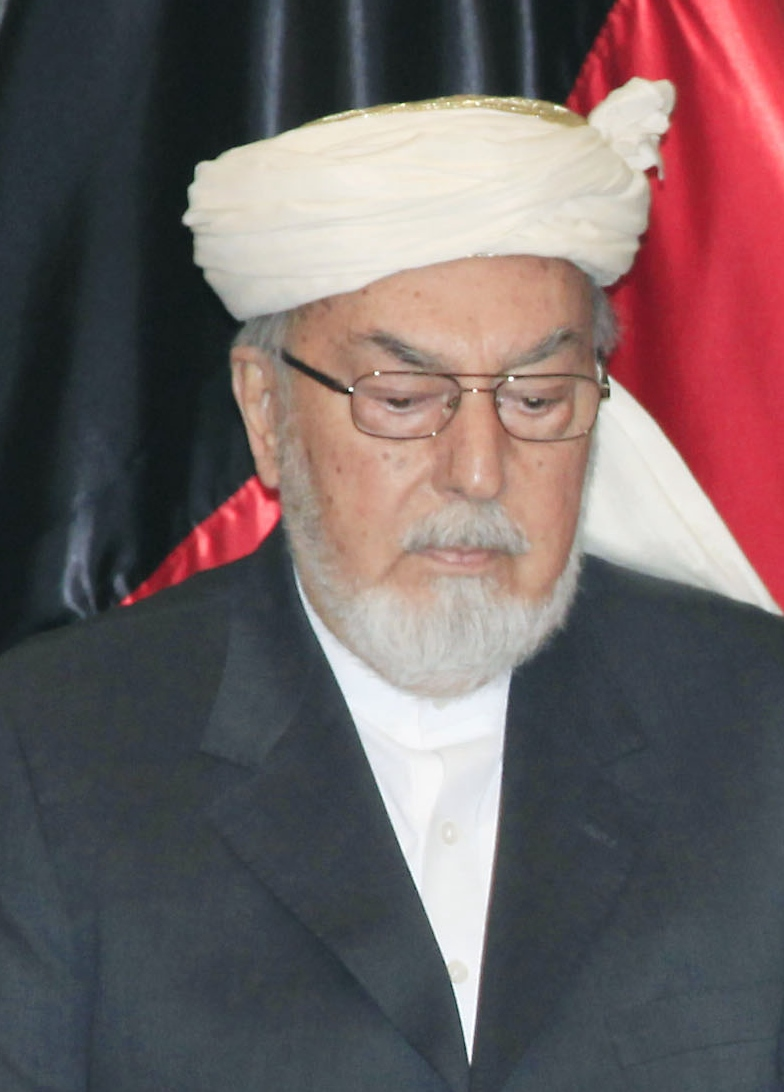
Gailani in September 2014

サイード・アフマド・ギラニ（1932年 - 2017年1月20日）は、アフガニスタンの政治家、ムジャーヒディーン。ソ連のアフガン侵攻時、アフガニスタン民族イスラム戦線を率いた。
アリー・イブン・アビー＝ターリブとファーティマの直系子孫で、イラクでカーディリー教団を創設したアブド・アルカーディル・アルジーラーニー（1077年 - 1166年）の直系子孫。カーディリー教団アフガン支部長の称号を有し、広大な土地と財産を相続している。

## 経歴
ナンガルハール州（別説によれば、カーブル）出身。パシュトゥーン人。サイード・ハサン・ギラニの息子。
カーブルのメドレセで学び、1960年、カブール大学シャリーア学部を卒業。イラク、エジプト、サウジアラビアの大学で神学を学び、イギリスとフランスの大学で一般教養を学んだ。その後、ザーヒル・シャーの側近となる。
1978年の四月革命後、新政権に忠誠を誓い、2ヶ月間、閣僚を務めた。しかし、土地の収用が実施されると、パキスタンに亡命した。
1979年末、アフガニスタン民族イスラム戦線（本部：ペシャーワル）を創設し、ムジャーヒディーンの最初の統一組織「ペシャワール7」の一角を占めた。支配地は、パクティヤー、ガズニー、カーブルの一部に限られ、実働部隊は少なかったが、パキスタンの連邦直轄部族地域に1万5千人の支持者を有した。
1981年、アフガニスタン・ムジャーヒディーン・イスラム同盟の共同創設者となったが、同年の内に最初に脱退した。1983年～1985年、「三者同盟」（アフガニスタン民族イスラム戦線、アフガニスタン・イスラム革命運動、アフガニスタン民族救国戦線）の共同創設者。
1985年5月、再びアフガニスタン・ムジャーヒディーン・イスラム同盟（「七者連合」）の創設者となる。1986年、七者連合からグルブッディーン・ヘクマティヤールとラスール・サイヤーフが脱退した後、「五者グループ」の共同創設者となる。1988年、パキスタンで組閣されたムジャーヒディーン移行政権に入り、最高裁判所所長となる。
ムハンマド・ナジーブッラー政権打倒後、1992年4月から指導者会議のメンバーとなったが、間もなく、ブルハーヌッディーン・ラッバーニー及びアフマド・シャー・マスードと仲たがいし、入閣を拒否した。1993年から、ロヤ・ジルガの召集とザーヒル・シャーの復位を支持し始める。
2001年10月、ペシャーワルで開かれた「平和・救国会議」に出席し、穏健派ターリバーンを政権に入れることを提案したが、アメリカの理解を得られなかった。
2017年1月、カーブルの病院にて死去。

## 家族
妻アデルは、ハビーブッラー・ハーン国王のひ孫。5児を有し、息子のハメドは、アフガニスタン民族イスラム戦線の副官を務めた。娘のファーティマはアフガニスタン赤新月社代表。